# Cogoleto
Cogoleto (ligur nyelven Cogorœuo, Cogoeuo vagy Cogheu) település Olaszországban, Liguria régióban, Genova megyében. Lakosainak száma 8453 fő (2023. január 1.). Cogoleto Arenzano, Sassello és Varazze községekkel határos.

## Népesség
A település lakossága az elmúlt években az alábbi módon változott:
| Lakosok száma | 9131 | 9123 | 8453 |
|               | 2017 | 2018 | 2023 |